# Никола Спасић
Никола Спасић (Београд, 2. новембар 1838 — Крф, 28. новембар 1916) био је српски велетрговац, добротвор и велики задужбинар.
Био је председник Београдске берзе, председник Саобраћајне банке и члан Управног одбора Народне банке Краљевине Србије. Одликован је Таковском крстом 4. реда и Орденом Светог Саве 3. реда.
Задужбина Николе Спасића је 1939. године имала за 3 посто већи капитал од Нобелове.

## Биографија
Деда Николе Спасића, Стојан је око 1807. године дошао са целом породицом из Лесковца. Николин Деда Стојан пореклом је био из Урошевца. Као најстарије дете отац, Спаса Стојановић познати београдски трговац, Николу је уписао у тек основани Лицеј, али измењене породичне прилике присилиле су Николу да одмах по завршетку првог разреда напусти Лицеј и почне да учи воскарски и лицитарски занат. Будући да ти занати нису пружали веће могућности интелигентном и способном младићу какав је био Никола, прешао је код стрица Тасе у бакалнице на Сави, а затим у кожарску радњу Радована Барловци, где је изучио и опанчарски занат.
Године 1864, са почетним капиталом од 200 дуката, Никола је пожелео да се осамостали. Та уштеђевина није била довољна, па му је позајмицом од 500 дуката помогао брат његове прве жене Лепосаве - Ђока Јовановић, трговац, некадашњи повереник Капетана Мише Анастасијевића. То је била једина позајмица у животу Николе Спасића. Ђоки Јовановићу је остао доживотно захвалан и када је овај после много година услед стечаја остао без игде ичега помагао га је до смрти. У Васиној улици појавила се 1865. године нова кожарска радња под фирмом Никола С. Спасић. У тој радњи се за опанке чекало на ред, посао се разгранавао и остваривала се добра зарада. Прва супруга му је умрла након шест година брака и Никола се још више посветио раду. Уз опанчарски занат почео је да се бави трговином платном и прерађеном кожом.
Са другом супругом, Станком „Чајом“ Спасић, провео је најдужи период свога живота. У кући се живело увек скромно, без луксуза који је све више улазио у куће имућних српских трговаца. Никола је у чаршији уживао углед не само богатог већ и честитог и мудрог човека, чије се мишљење о многим стварима тражило, а савети прихватали. Уз помоћ друге супруге стекао је огромно богатство и још више развио урођени смисао за лепе ствари. Саградио је породичну кућу у Кнез Михаиловој улици бр. 33.
У Првом српско-турском рату 1876. године учествовао је као редов-коњаник. У Другом српско-турском рату није учествовао, јер га је држава ослободила као војног лиферанта. Тада је први и једини пут радио са државом. Направио је и излиферовао војсци око 25.000 пари опанака. Деведесетих година деветнаестог века, када се српска влада, пошто није могла да добије зајам од иностраних банака, окренула изворима домаћег капитала, Никола Спасић откупљује део српског иностраног дуга.
Једна од првих добротворних активности Николе Спасића везана је за Друштво дечјих склоништа почетком двадесетог века. Он је у дворишту Палилулске основне школе подигао кућу за „ђачко склониште“, а доделио је и одређену годишњу новчану помоћ, која се редовно исплаћивала, као и награде најбољим ђацима.
Први балкански рат му је улио наду да ће Јужна Србија бити ослобођена за његовог живота. Под утицајем своје треће супруге Анастасије „Наке“ Спасић (оженио се 1907. године) у Београду 1912. године у згради Управе монопола, коју је за ту сврху закупио, организује помоћну болницу коју је снабдео свим потребним инвентаром, лековима и храном. Како је све обезбеђивао сопственим средствима, ангажовао је и познатог лекара др Каценеленбогена из Немачке, а у болници је радила и др Драга Љочић, прва жена лекар у Србији. Храна за болницу спремала се искључиво у његовој кући, а његова супруга Нака била је главна болничарка којој су у раду добровољно помагале супруге и кћери неких угледних Београђана. Никола Спасић је свакодневно обилазио рањенике у својој болници и ниједан рањеник није отпуштен а да није очински испраћен и финансијски потпомогнут. Захвалност тих рањеника и њихових родитеља примао је са великом нелагодношћу, јер је то што чини за њих сматрао својом дужношћу. Када су закратко замукли топови и пушчани плотуни, Спасић је сав болнички инвентар са преосталим медицинским материјалом поклонио Српском црвеном крсту. Јавно мњење је хтело да га за овај племенити поступак одликује. Он је то одлучно одбио, али је допустио да његова супруга Нака за сва своја залагања при оснивању болнице и за рад у њој прими Крст милосрђа.
На почетку Првог светског рата супруга Нака Николи предлаже да помогне унесрећеним српским војницима. Тако је Никола Спасић основао своју прву задужбину - предао је своје имање као свој прилог Српском народном инвалидском фонду Свети Ђорђе.
Нераскидиво везујући своју судбину са судбином српског народа, Спасић је крајем 1915. године напустио отаџбину и као већ веома стар и оболео повлачио се преко Ниша и Солуна за Атину и даље на Крф где је и умро. Супруга Нака га је у априлу 1923. године пренела у Србију и сахранила у цркви на Топчидерском гробљу, коју је као своју задужбину подигао још много пре почетка балканских ратова.
Пре оснивања Задужбине Никола је 9. фебруара 1912. године написао тестамент и предао га на чување Народној банци. По тестаменту тадашњу имовину су чиниле четири велике зграде у Кнез Михајловој улици у Београду. Биле су то куће под бројевима 19, 33, 37 и 47. Касније је зграду број 37, поклонио поменутом Инвалидском фонду.

## Задужбина
Након смрти Николе Спасића,1916. године, сва његова имовина у Београду, која је у то време вредела готово као Нобелова фондација, остала је без овлашћеног стараоца. После скоро годину и по дана Др Михаило Мика Поповић, бивши министар финансија, покренуо је код окупационих власти питање постављања стараоца који ће управљати Спасићевим имањима. Као стараоци за сву Спасићеву имовину постављени су Добра С. Петковић, адвокат из Београда и Др Милорад Поповић, у то време доцент, а касније професор Универзитета. Они су од 17. маја 1917. године па све до 27. априла 1920. године савесно обављали своју дужност старатеља. Прву седницу задужбинска одбор је одржао 30. априла 1920. године и тај датум означава почетак рада Задужбине. Сам Указ о одобрењу рада Задужбине потписан је 4. децембра 1922. и тако је Задужбина отпочела свој правни живот.
Године 1929. у Београду је у Кнез Михајловој улици број 47 почела градња нове зграде, на месту порушене двоспратнице. Градњу зграде је финансирала Спасићева задужбина, а вредност радова је процењена на 20-25 милиона динара. Зграду са четири спрата и партером је пројектовао архитекта Јосиф Најман, док су инжињери Костић и Антић били предузимачи. Тада су Одбор те задужбине сачињавали: председник Тодор Ј. Мијаиловић и чланови Војислава Ст. Вељковића, Драгутина К. Протића, Војислава Маринковића и Милоша Савчића.
Из средстава задужбине су подигнуте болнице у Београду, Љубовији, Крупњу и Куманову, а у Књажевцу - сиротињски дом.
Почетком 2013. године Задужбини су враћене зграде у Кнез Михаиловој улици у Београду.

## Принцип пословања
Никола је упорно неговао свој пословни принцип: робу је дуго продавао само за готовину; касније је, помажући појединцима, давао робу и на вересију, али увек у мањим количинама; никада се ни са ким није судио; за губитак при позајмици није кривио оне којима позајмљује, већ себе што је то чинио; често је радије новац држао на штедњи у банкама него да се упушта у несигурне послове; повремено је помагао и друге трговце при куповини акција из којих је произилазила велика добит, како за појединце тако и за целу земљу.